# Andy Cowell
Pour les articles homonymes, voir Powell.
Andy Cowell, né le 12 février 1969 à Blackpool, est un ingénieur britannique spécialisé en Formule 1. Après avoir notamment assuré la direction de la division moteur de Mercedes, remportant les titres pilotes et constructeurs de 2014 à 2020, il quitte l'équipe pour rejoindre la direction d'Aston Martin F1 Team. Occupant déjà le poste de directeur général, il est nommé Team Principal de l'écurie en remplacement de Mike Krack à partir de la saison 2025.

## Carrière
Membre (fellow) de l'Institution of Mechanical Engineers (IMechE) et de la Royal Academy of Engineering, Andy Cowell étudie le génie mécanique à l'université de Lancaster avant d'intégrer Cosworth dans le cadre de leur programme pour diplômés. Il évolue ensuite dans différents départements techniques de l'entreprise avant de se spécialiser dans la conception et le développement de moteurs de Formule 1.
En 1998, Cowell est responsable du groupe d'ingénierie chargé de la partie supérieure du moteur innovant CK qui permet à Stewart Grand Prix de remporter une victoire en 1999. En 2000, il passe une année chez BMW Motorsport où il dirige le groupe d'ingénierie chargé de concevoir le moteur BMW-Williams de 2001.
Cowell revient chez Cosworth en 2001 en tant qu'ingénieur principal pour la conception et le développement des moteurs de F1, supervisant de nouveaux projets moteurs entre 2001 et 2003. En 2004, il rejoint Mercedes-Ilmor comme ingénieur principal du projet moteur FQ V10. Il travaille ensuite en tant qu'ingénieur en chef du projet moteur V8 d'Ilmor avant de superviser la direction technique et programmatique de tous les projets moteurs, y compris le système hybride KERS qui fait ses débuts en 2009.
Andy Cowell occupe, de juillet 2008 à janvier 2013, le poste de directeur technique chez Mercedes-Benz High Performance Engines, avec la responsabilité de la direction technique et stratégique de tous les projets de moteurs et de groupes motopropulseurs. En janvier 2013, il devient directeur général de Mercedes AMG High Performance Powertrains, succédant à Thomas Fuhr. Dans ce rôle, il supervise le développement de l'innovant PU106A V6 Hybrid Power Unit qui propulse la W05 Hybrid championne du monde en 2014 et unanimement considérée comme la meilleure motorisation de la première année de l'ère turbo-hybride. 
Sous la direction de Cowell, Mercedes AMG High Performance Powertrains permet à l'équipe Mercedes de remporter douze titres mondiaux en six ans, avec les championnats pilotes et constructeurs de 2014, 2015, 2016, 2017, 2018, 2019 et 2020.
En juin 2020, Andy Cowell rejoint Aston Martin dont il devient Team Principal en 2025, au moment de l'arrivée d'Adrian Newey en tant que Managing Technical Partner de l'écurie.